# 裸の太陽 (UNICORNの曲)
『裸の太陽』（はだかのたいよう）は、UNICORNの12枚目のシングル。2010年6月9日発売。発売元はキューンレコード。

## 解説
- 前作より9ヶ月ぶりとなる2010年第1弾シングル。
- 表題曲は2010年2月より日本コカ・コーラ「アクエリアス」CMソングとして大量オンエアされていた。同CMのタイアップは2009年の「WAO!」に引き続き2年連続となった。
- 表題曲ではシングル作品としては久々に奥田民生がメインボーカルを担当。作曲は奥田と手島いさむの共作。
- 本作には初回生産限定盤と通常盤の2形態で発売。初回盤はDVD付。

## 収録曲
1. 裸の太陽 (4:34)
（作詞：奥田民生　作曲：奥田民生・手島いさむ　編曲：UNICORN　Vocal：奥田民生）
2. 裸の太陽 (abedon remix) (4:58)
（リミックス：阿部義晴）
3. 裸の太陽 (Karaoke) (4:34)

### 初回特典DVD(MOVIE19)
1. ひまわり Music Clip
2. パープルピープル Music Clip
3. 半世紀少年 Music Clip
4. サラウンド LIVE 2009.5.2 さいたまスーパーアリーナ
5. 2010新年会